# Caenocryptus reticulatus
Caenocryptus reticulatus är en stekelart som beskrevs av Jonathan 1999. Caenocryptus reticulatus ingår i släktet Caenocryptus och familjen brokparasitsteklar. Inga underarter finns listade.